# Distretto di Haidian
Il distretto di Haidian (cinese semplificato: 海淀区; cinese tradizionale: 海淀區; mandarino pinyin: Hǎidiàn Qū) è un distretto di Pechino. Ha una superficie di 426 km² e una popolazione di 3.281.000 abitanti al 2010.